# Estação de controle de solo

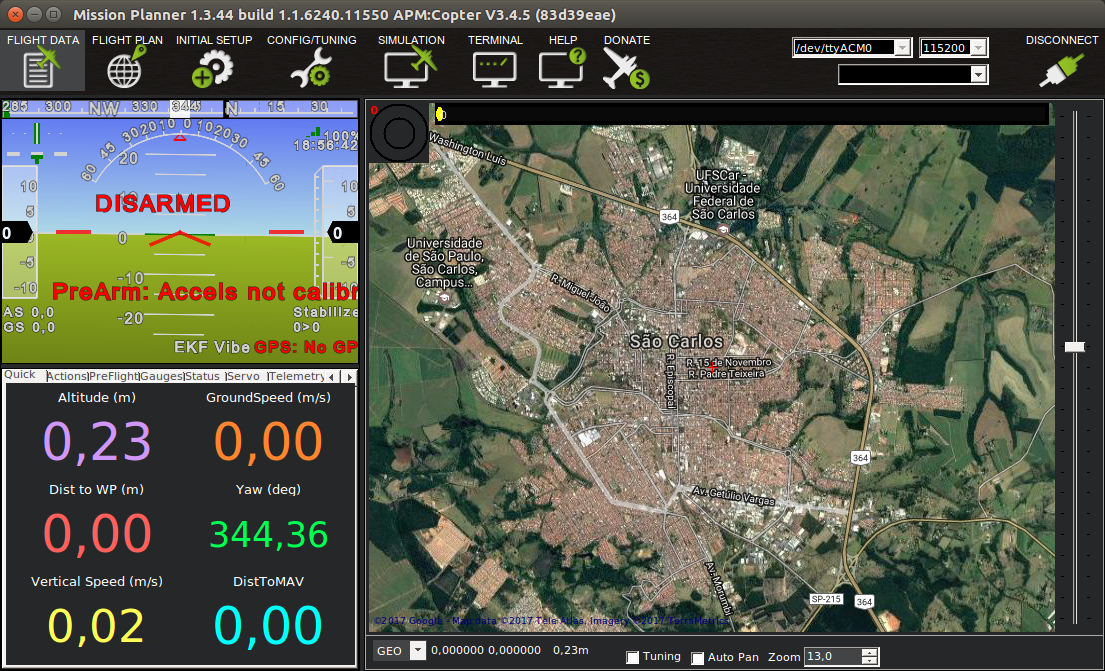
Interface do Mission Planner

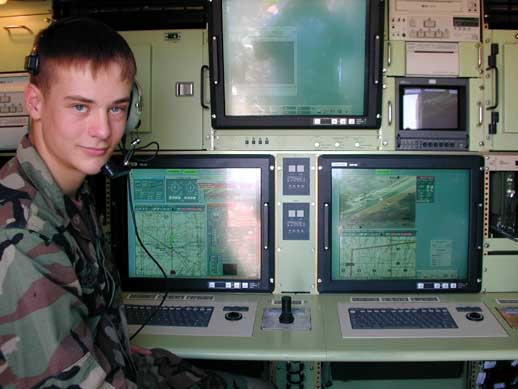
A estação de controle de um RQ-7A.

Uma Estação de Controle em Solo (ECS), também conhecida como Estação de Solo (GCS - Ground Control Station, em inglês) é um centro de controle que provê a operadores humanos o controle de Veículos Aéreos Não Tripulados (VANTs ou Drones), ou qualquer outro tipo de veículo não tripulado.

## GCS Hardware
O hardware da estação de controle em solo refere-se a um conjunto completo de sistemas de hardware localizado em solo para controle do VANT. Esse sistema normalmente inclui uma interface de usuário, computador, telemetria, placa de captura de vídeo, vídeo e links de dados para o VANT.

## GCS Software
A GCS software é tipicamente executada sobre um computador localizado em solo que é utilizado para o planejamento e voo da missão. A GCS geralmente oferece uma tela de mapa, onde o usuário pode definir os pontos de passagem para o voo e ver o progresso da missão. Ele também serve como uma "cabine virtual", mostrando muitos dos instrumentos presentes em aeronaves tripuladas.
As principais estações de controle de solo para desktops são: Mission Planner, APM Planner, QGroundControl, LibrePilot e MAVProxy.